# Mario Novella
Mario Novella (Salerno, ... – ...; fl. XX secolo) è stato un calciatore italiano, di ruolo difensore.

## Carriera
Ha giocato in massima serie nella stagione 1924-1925, nella quale ha giocato 4 partite senza mai segnare, successivamente ha giocato con la Salernitana anche dal 1929 al 1931 in Prima Divisione (terza serie dell'epoca) segnando complessivamente 3 gol in 40 partite nell'arco delle due stagioni.